# Кадыси
Кадыси (баш. Кеҙесе) — деревня в Караидельском районе Республики Башкортостан Российской Федерации. Входит в состав Новобердяшского сельсовета. 

## География

### Географическое положение
Находится на левом берегу реки Юрюзани.
Расстояние до:
- районного центра (Караидель): 39 км,
- центра сельсовета (Новый Бердяш): 6 км,
- ближайшей ж/д станции (Щучье Озеро): 109 км.

## История
Входила до 1930 г. в состав Байкинской волости Бирского уезда (затем Бирского кантона).

## Население
| 2002 | 2009 | 2010 |
| ---- | ---- | ---- |
| 43   | ↘35  | ↗36  |

Национальный состав
Согласно переписи 2002 года, преобладающая национальность — башкиры (100 %).